# Yaeko Mizutani
Yaeko Mizutani (水谷八重子 Mizutani Yaeko?, Tokio, 1 de agosto de 1905 – Tokio, 1 de octubre de 1979) fue «la gran dama del teatro japonés» y del cine desde la década de 1920 hasta la de 1970. Su hija también es actriz y se llama Yaeko Mizutani por eso a su madre a veces se la menciona como «Yaeko Mizutani I», para distinguirla de su hija.

## Biografía

### Infancia

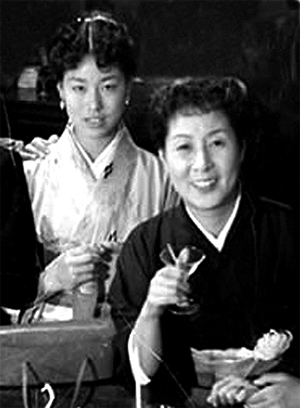
Yoshie y Yaeko Mizutani en 1955

Mizutani nació en 1905 en el barrio tokiota de Kagurazaka, hija de Toyozo y Tome Matsuno. Su padre era relojero y  murió cuando Yaeko era una niña pequeña. Se crio en el hogar de su hermana mayor y su cuñado, el escritor  Mizutani Chikushi, cuyo apellido también utilizó. Asistió a la escuela secundaria para niñas Futaba.

### Carrera
Mizutani comenzó a actuar en obras de teatro cuando aún era un niña. Cuando era joven formó una compañía de teatro al aire libre junto con Tomoda Kyosuke y participó activamente en varias compañías de teatro experimental y artístico a mediados de la década de 1920. Hay una grabación de audio de una de sus actuaciones en 1929, titulada Shishi ni Kuwareru Onna (La mujer devorada por un león). Formó una compañía de teatro con Masao Inoue en la década de 1930 donde interpretó Hamlet en 1937. Después de la Segunda Guerra Mundial, fue uno de los pilares del teatro shinpa (nueva escuela) en Tokio. Se le atribuye haber participado en el primer beso en escena en una obra de teatro japonesa, en 1946.
También actuó en numerosas películas japonesas, comenzando en las películas del estudio Shochiku en la década de 1920. Su primera película fue la muda Kantsubaki (Camelia de invierno, 1921) con Masao Inoue. su segunda película fue Otosan (1923), dirigida por Yasujirô Shimazu. La apodaron «la Mary Pickford japonesa» en una visita a Hawái en 1926. También apareció en la primera película sonora de Shimazu, Joriku dai-ippo (Primeros pasos en tierra) de 1932. Desempeñó el trágico papel principal en dos adaptaciones de Taii no musume (La hija del capitán), en 1929 y 1936.
En 1941 protagonizó Utajo Oboegaki (Notas de un artista itinerante) de Hiroshi Shimizu, donde interpretó el personaje de una actriz que se convierte en tutora en la casa de un comerciante de té. Ya en la década de 1950, interpretó principalmente personajes de madre, por ejemplo en Haha (Madre, 1950) y Hahamachigusa (Maternidad, 1951) de Kojiro Sasaki, Arashi no naka no haha (Madre en la tormenta, 1952) de Kyoshi Saeki y Haha to musume (1953) de Seiji Maruyama. En sus últimas actuaciones en pantalla, fue miembro regular del elenco del programa de televisión Hyôketsu (Desaparecido, 1962-1966).
Murió de cáncer de mama en 1979, a la edad de 74 años, en Tokio. El periodista Takao Tokuoka comentó que «era invariablemente atractiva y al mismo tiempo expresiva, como siempre lo son las grandes actrices, de eterna feminidad».

## Premios
Sus logros en el teatro fueron reconocidos con numerosos premios en sus últimos años. Recibió el Premio Kikuchi Kan en 1957 y el Premio Cultural Asahi en 1972. Además fue nombrada Persona de Mérito Cultural en 1971.

## Vida personal
La relación de Mizutani con su compañera actriz Miyako Nara fue considerada un escándalo en 1929; Nara estaba interpretando al Príncipe en una producción de Cenicienta en ese momento. Se casó con el actor Kanya Morita XIV en 1937 y tuvieron una hija, Yoshishige (Yoshie), nacida en 1939; su hija más tarde utilizó el nombre de Yaeko Mizutani.